# Anopheles machardyi
Anopheles machardyi är en tvåvingeart som beskrevs av Edwards 1930. Anopheles machardyi ingår i släktet Anopheles och familjen stickmyggor. Inga underarter finns listade i Catalogue of Life.